# Charles Thompson
Sir Charles Phillip Thompson (Springfield, 12 maart 1918 - Japan, 16 juni 2016) was een Amerikaanse jazzmuzikant (piano, orgel) en arrangeur van de bop en de swing.

## Biografie
Thompson begon al op 10-jarige leeftijd professioneel piano te spelen. Op 12-jarige leeftijd werd hij uitgenodigd door Count Basie om op het podium te spelen, toen hij als pianist van de band van Bennie Moten in Colorado Springs met deze speelde bij een dansevenement. Toentertijd kreeg hij ook zijn bijnaam Sir Charles Thompson (van Lester Young uit de band, waaronder hij later meestal optrad. Tijdens de jaren 1940 begon hij ook bop te spelen, nam hij met Charlie Parker (bijvoorbeeld met Parker en Gordon  op het album Takin off, Apollo Records, nieuw bij Delmark Records in 1992), Dexter Gordon, J.C. Heard in eigen bands op en was hij in 1944/1945 in de band van Coleman Hawkins en Howard McGhee.
Volgens eigen zeggen beleefde hij de inspringing van de bop ten aanzien van de swing toentertijd vooral in de wijze, hoe jazz werd gepresenteerd. Daarvoor was het vooral dansmuziek, daarna ging je naar jazzconcerten of naar clubs. Als een goed ritme eerder belangrijk was, speelden Parker en Dizzy Gillespie meer noten en sneller, hetgeen ze dan bop noemden. Voor hem als speler waren deze definities echter zeer, zeer onbelangrijk. In dit interview noemde hij minder pianisten als Count Basie (die hij zijn mentor noemde) dan saxofonisten Coleman Hawkins en Lester Young als directe invloeden. Later speelde hij veel solo in bars en met verschillende trio's onder zijn naam.
Thompson was nog in 2004 actief als pianist. In 2000 bracht hij de trio-opnamen Robbins Nest – Live at the Showcase en in 2001 I Got Rhythm – Live at the Showcase uit (beide bij Delmark Records) en in 1984 het soloalbum Portrait of a Piano. Hij woonde in Californië en vanaf 2002 in Japan bij zijn echtgenote Makiko.
Als componist was hij schrijver van de jazzstandard Robbins Nest, die bijvoorbeeld werd vertolkt door Illinois Jacquet.

## Discografie

### Compilatie
- 1990: The Complete Master Jazz Piano Series met Earl Hines, Claude Hopkins, Cliff Jackson, Keith Dunham, Sonny White, Jay McShann, Teddy Wilson, Cliff Smalls, Sir Charles Thompson, Gloria Hearn & Ram Ramirez – (1969–1974) Mosaic Records – 6 lp's en 4 cd's

- Bibsys: 2135459
- Bibliothèque nationale de France: cb13900419n (data)
- CiNii: DA16680695
- Gemeinsame Normdatei: 134539354
- International Standard Name Identifier: 0000 0000 7364 1125
- Library of Congress Control Number: n85244979
- Nationale Bibliotheek van Letland: 000069159
- MusicBrainz: 15972619-2cb8-4187-8581-14002aa8d5f5
- Nationale Bibliotheek van Israël: 987007411005405171
- Nationale Bibliotheek van Polen: a0000003508733
- Nederlandse Thesaurus van Auteursnamen: 101023103
- Istituto Centrale per il Catalogo Unico: UBOV526489
- SNAC: w6k6716x
- Système universitaire de documentation: 085189278
- Virtual International Authority File: 10034935
- WorldCat: E39PBJccbH84B6mwPXJyxwDyVC